# یون نا-مو
یون نا-مو (کره‌ای: 윤나무؛ زادهٔ ۱۳ اوت ۱۹۸۵) بازیگر اهل کره جنوبی زیر نظر اس‌ام سی‌اندسی است. از آثاری که در آنها ایفای نقش کرده‌است می‌توان به دکتر رمانتیک و دنیای زیبا اشاره کرد.